# Mycology and Phytopathology
Mycology and Phytopathology, oryginalna nazwa Mikologiya i Fitopatologiya, w piśmiennictwie naukowym zapisywana w skrócie Mikol. Fitopatol. – recenzowane międzynarodowe czasopismo naukowe. Jest subskrybowane w bibliograficznej bazie danych Scopus. Założone w styczniu 1967 roku przez Akademię Nauk ZSRR, obecnie wydawane jest przez Oddział Nauk Biologicznych Rosyjskiej Akademii Nauk (RAS). Czasopismo poświęcone jest wszystkim dziedzinom mykologii, w tym grzybowym chorobom roślin. Publikuje artykuły oryginalne, recenzje, dyskusje, bibliografie i opisy nowych metod.
Czasopismo jest dwumiesięcznikiem. Języki publikacji: angielski, rosyjski.
ISSN 0026-3648